# Aphaenogaster ledouxi
Aphaenogaster ledouxi is een mierensoort uit de onderfamilie van de Myrmicinae. De wetenschappelijke naam van de soort is voor het eerst geldig gepubliceerd in 1969 door Tohmé, G..